# Stephania longa
Stephania longa är en tvåhjärtbladig växtart som beskrevs av João de Loureiro. Stephania longa ingår i släktet Stephania och familjen Menispermaceae. Inga underarter finns listade i Catalogue of Life.